# ディリジャント級通報艦
ディリジャント級通報艦（フランス語: Aviso colonial Classe Diligente）は、フランス海軍が第一次世界大戦前に建造した通報艦の艦級で同海軍では二等通報艦に類別しており改良型としてアルダン級が建造された。本級はフランスが世界中に持っていた植民地（フランス植民地帝国）や保護国を警備するために建造された艦級である。

## 概要
通報艦とは二通りあり、一つは艦隊に付随して敵艦隊の情報を艦隊に通信する艦隊通報艦が主流であったが、その役割は艦隊の前衛たる駆逐艦が担う事となり、もう一つは本国から海外領土や植民地への海路を警備し、現地での権益と治安を保護するための活動を行う植民地通報艦があり、イギリス海軍ではスループがその役割を担っていたがフランス海軍では独自に通報艦（Aviso）として整備し続けていた。
前級はイギリス海軍から購入したフラワー級スループであったが、本級からフランス海軍独自の設計で行われ、船体は軍艦として設計されていた。

## 艦形について
本級の船体は乾舷の高い平甲板型船体であった。クリッパー型の艦首形状で艦首甲板上に「10cm（45口径）速射砲」を単装砲架で1基、その後ろに両脇に船橋をもつ箱型の艦橋が設けられ、艦橋の直前に立てられた前部マストが艦橋の視界を妨げないように中心線上から若干右側に寄せられていた。艦橋の背後は艦載艇置き場となっており、船体舷側の2本1組のボート・ダビッドが片舷1基ずつ計2基により運用された。本級の機関はディーゼル機関のために高い煙突を必要とせず、細身の排気筒が艦橋の背後に1本と後部居住区の前部に並列配置で2本が立つ。後部甲板上には2番主砲が後ろ向きに1基装備された。

## 同型艦

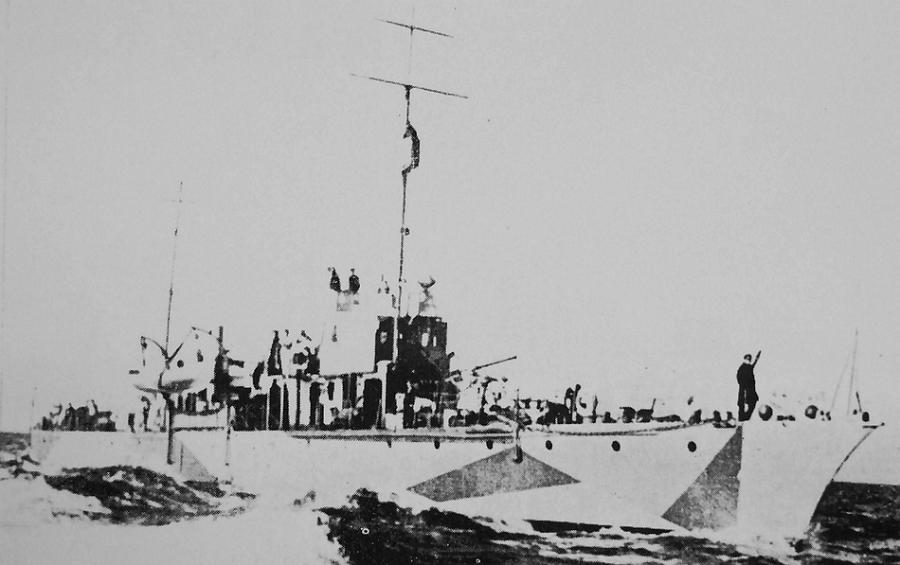
写真はルーマニア海軍「スティヒ・エウヂェン（Stihi Eugen）」時代のフリポンヌ

| 艦名                         | 造船所         | 起工   | 進水           | 竣工   | その後                                                                                                   |
| ---------------------------- | -------------- | ------ | -------------- | ------ | --- |
| ディリジャント（Diligente）  | ブレスト造船所 | 1915年 | 1916年         | 1918年 | 1940年7月3日にイギリス海軍に鹵獲。                                                                       |
| ブーフォン（Bouffonne）      | ロリアン造船所 | 1915年 | 1916年         | 1917年 | 1925年に除籍後、解体処分。                                                                               |
| シフォンヌ（Chiffonne）      | ロリアン造船所 | 1916年 | 1917年         | 1918年 | 1920年にルーマニア海軍に売却され「Locotenant Lepri Remus」となる。                                       |
| アンガジャント（Engageante） | ブレスト造船所 | 1916年 | 1916年12月17日 | 1918年 | 1942年11月に自由フランス軍に所属後、1944年に除籍。                                                       |
| インパチェンテ（Impatiente） | ブレスト造船所 | 1916年 | 1916年         | 1917年 | 1920年にルーマニア海軍に売却され「Capitan Dumitrescu 」となる。                                          |
| フリポンヌ（Friponne）       | ロリアン造船所 | 1916年 | 1917年         | 1918年 | 1920年にルーマニア海軍に売却され「Stihi Eugen」となる。                                                  |
| ミニョンヌ（Mignonne）       | ブレスト造船所 | 1916年 | 1916年         | 1917年 | 1920年にルーマニア海軍に売却され砲艦「スブロコテネント・ギクレスク（Sublocotenent Ghiculescu）」となる。 |
| （Surveillante）             | ブレスト造船所 | 1915年 | 1917年         | 1918年 | 1938年に除籍後、解体。                                                                                   |

## 参考図書
- 「Conway All The World's Fightingships 1906–1921」（Conway）
- 「Conway All The World's Fightingships 1922-1946」（Conway）
- 「Jane's Fighting Ships Of World War I」（Jane）
- 「世界の艦船増刊第17集　第2次大戦のフランス軍艦」（海人社）